# 480p
480p és el nom abreujat per una família de resolucions de pantalla de vídeo. La p és sinònim de progressive scan (exploració progressiva|), és a dir, no entrellaçada. El 480 denota una resolució vertical de 480 píxels d'alt de línies d'escombrat vertical, en general amb una resolució horitzontal de 640 píxels i una relació d'aspecte 4:3 (480 × 4⁄3 = 640) o una resolució horitzontal de menys de 854 píxels per una aproximada relació d'aspecte de 16:9 (480 × 16⁄9 = 853.333…). Atès que un nombre de píxels ha de ser un nombre enter, un Ample VGA en general apareix arredonit a 854 per assegurar la inclusió de tota la imatge. Els marcs es mostren progressivament en oposició a entrellaçat.

## Resolucions comunes

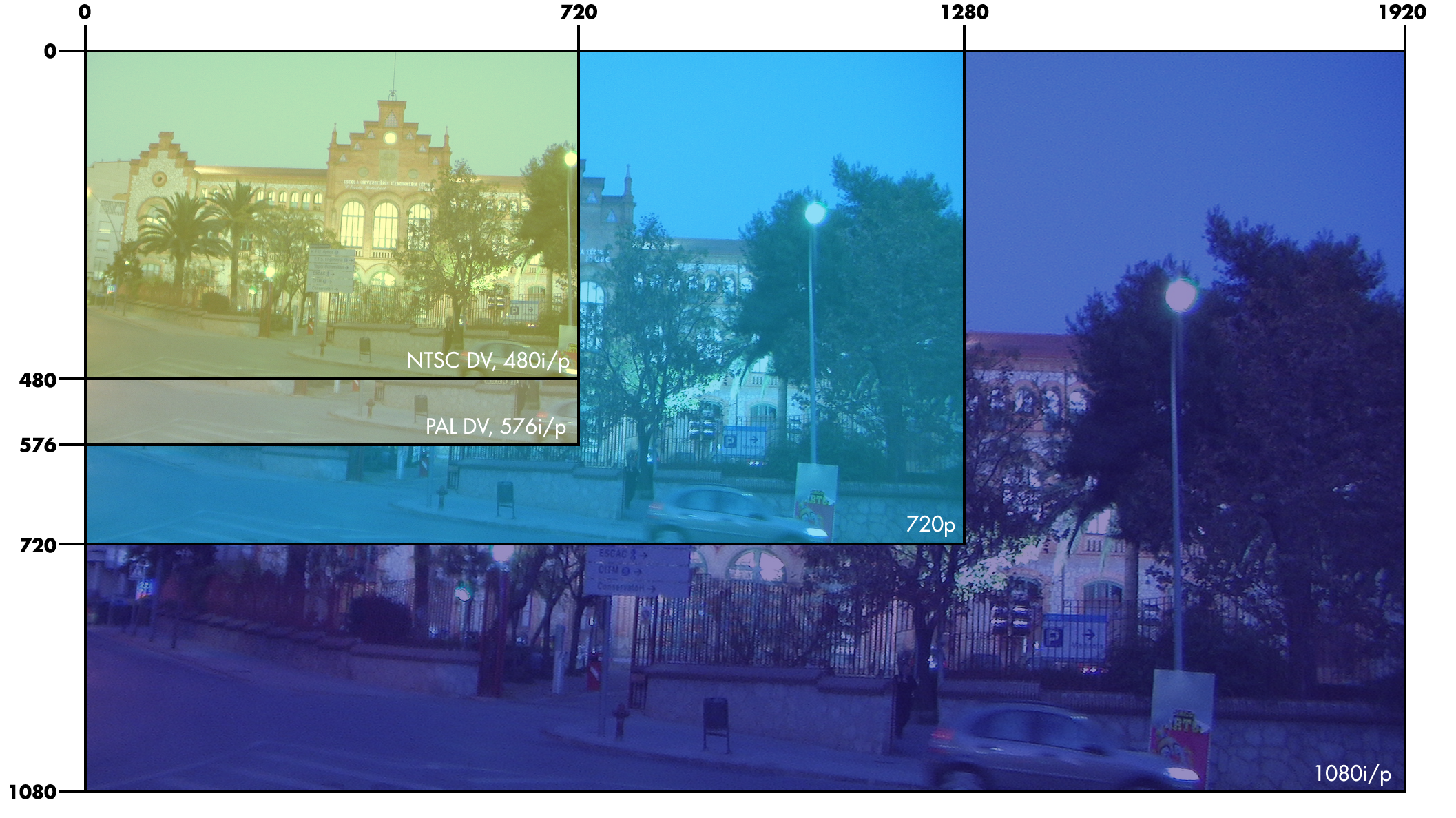
Comparació entre diferents tipus de resolucions

## Resolucions
| Estàndard | Resolució | Relació d'aspecte |
| --------- | --------- | ----------------- |
| 480p      | 640×480   | 4:3               |
| 480p      | 800×480   | 5:3               |
| 480p      | 720×480   | 3:2               |
| 480p      | 854×480   | 16:9              |